# Paola Suárez
Paola Suárez (Pergamino, 23 de Junho de 1976) é uma ex-tenista profissional argentina, conhecida por ser uma especialista em duplas. Ela foi n° 9 do ranking da WTA em simples e 1 mundial nas duplas. Formou uma parceria de muito sucesso com a espanhola Virginia Ruano.

## Grand Slam finais

### Duplas: 14 (8–6)
| Posição | Ano  | Campeonato          | Piso   | Parceira               | Oponentes                               | Placar           |
| Vice    | 2000 | Roland Garros       | Saibro | Virginia Ruano Pascual | Martina Hingis Mary Pierce              | 6–2, 6–4         |
| Campeã  | 2001 | Roland Garros       | Saibro | Virginia Ruano Pascual | Jelena Dokić Conchita Martínez          | 6–2, 6–1         |
| Campeã  | 2002 | Roland Garros       | Saibro | Virginia Ruano Pascual | Lisa Raymond Rennae Stubbs              | 6–4, 6–2         |
| Vice    | 2002 | Wimbledon           | Grama  | Virginia Ruano Pascual | Serena Williams Venus Williams          | 6–2, 7–5         |
| Campeã  | 2002 | US Open             | Duro   | Virginia Ruano Pascual | Elena Dementieva Janette Husárová       | 6–2, 6–1         |
| Vice    | 2003 | Aberto da Austrália | Duro   | Virginia Ruano Pascual | Serena Williams Venus Williams          | 4–6, 6–4, 6–3    |
| Vice    | 2003 | Roland Garros       | Saibro | Virginia Ruano Pascual | Kim Clijsters Ai Sugiyama               | 6–7(5), 6–2, 9–7 |
| Vice    | 2003 | Wimbledon           | Grama  | Virginia Ruano Pascual | Kim Clijsters Ai Sugiyama               | 6–4, 6–4         |
| Campeã  | 2003 | U.S. Open           | Duro   | Virginia Ruano Pascual | Svetlana Kuznetsova Martina Navratilova | 6–2, 6–2         |
| Campeã  | 2004 | Aberto da Austrália | Duro   | Virginia Ruano Pascual | Svetlana Kuznetsova Elena Likhovtseva   | 6–4, 6–3         |
| Campeã  | 2004 | Roland Garros       | Saibro | Virginia Ruano Pascual | Svetlana Kuznetsova Elena Likhovtseva   | 6–0, 6–3         |
| Campeã  | 2004 | U.S. Open           | Duro   | Virginia Ruano Pascual | Svetlana Kuznetsova Elena Likhovtseva   | 6–4, 7–5         |
| Campeã  | 2005 | Roland Garros       | Saibro | Virginia Ruano Pascual | Cara Black Liezel Huber                 | 4–6, 6–3, 6–3    |
| Vice    | 2006 | Wimbledon           | Grama  | Virginia Ruano Pascual | Yan Zi Zheng Jie                        | 6–3, 3–6, 6–2    |

### Duplas Mistas: 2 (0–2)
| Posição | Ano  | Campeonato          | Piso   | Parceiro     | Oponentes                              | Placar   |
| Vice    | 2001 | Roland Garros       | Saibro | Jaime Oncins | Tomás Carbonell Virginia Ruano Pascual | 5–7, 3–6 |
| Vice    | 2002 | Aberto da Austrália | Duro   | Gastón Etlis | Daniela Hantuchová Kevin Ullyett       | 3–6, 2–6 |

## Jogos Olímpicos

### Duplas: 1 (1–0)
| Posição | Ano  | Campeonato | Piso | Parceira          | Oponentes                  | Placar   |
| ------- | ---- | ---------- | ---- | ----------------- | -------------------------- | -------- |
| Bronze  | 2004 | Atenas     | Duro | Patricia Tarabini | Shinobu Asagoe Ai Sugiyama | 6–3, 6–3 |